# Ancistrogobius dipus
Ancistrogobius dipus är en fiskart som beskrevs av Shibukawa, Yoshino och Allen 2010. Ancistrogobius dipus ingår i släktet Ancistrogobius och familjen smörbultsfiskar. Inga underarter finns listade i Catalogue of Life.